# Slutförvaring av radioaktivt avfall i Sverige
Slutförvaring av radioaktivt avfall kräver olika metoder beroende på halveringstid och ämne. I Sverige finns sedan 1980-talet planer på geologisk slutförvaring, alltså slutförvaring i berggrunden. En anläggning för slutförvaring kräver i Sverige tillstånd enligt kärntekniklagen från regeringen och enligt miljöbalken från domstol. I januari 2022 lämnade regeringen tillstånd till en anläggning i Forsmark som planeras av Svensk Kärnbränslehantering (SKB).

## Tidig svensk slutförvaring
När Sveriges första forskningsreaktor (R1) byggdes, i Stockholm, fanns ingen plan för att ta hand om avfallet som bildades. Det radioaktiva avfallet placerades i ett närliggande lagerutrymme insvept i plast eller i begagnade oljefat. Lagret blev snabbt fullt och man sökte efter en bättre lösning.
1956 blev lagret fullt och man bad försvarsmakten om hjälp. De föreslog ett bergrum på norra Värmdö vid Stenslättens färjeläge. Bergrummet hade byggts under andra världskriget för att skydda Oxdjupet, en infartsled till Stockholm. Det hade använts till att förvara ammunition till kanonerna utanför och var därför utrustat med räls som sen användes för att köra tunga blybehållare på.
Avfallet bestod av både högaktivt material som bestrålade aluminiumbitar men också kobolt, strontium och plutonium såväl som skyddskläder, trasor och sopor. De största volymerna var lågaktiva. Bergrummet skyddades endast av taggtråd, trädörrar och skyltar som varnade för radioaktivitet. Rummet står öppet och helt övergivet och går att besöka.
Detta var dock ingen slutgiltig lösning utan endast temporär, och diskussioner fördes om var avfallet skulle slutförvaras. Vissa länder göt in avfallet i betong och dumpade det i havet. Ledningen för Atomenergi skrev till chefen för marinkommando ost, Erik af Klint, som anvisade platsen Landsortsdjupet i Östersjön som plats för dumpning. Marinkommandot gav tillstånd för dumpning av 10 ton keramiskt och metalliskt avfall av typen låg- och medelaktivt avfall, väl ingjutet. Avfallet göts in i 200-litersfat med mellan 7 och 10 cm betong på var sida med hönsnät som armering. Tunnorna fördes ut med motorseglaren Ostkust, men det hårda vädret gjorde att 10 tunnor inte kunde dumpas så de togs med till Visby. Dagen efter dumpades de på vägen till Norrköping, och hamnade därför söder om Landsort.
Det kan ha dumpats mer avfall vid Landsort senare, vilket inte kan styrkas. Bergrummet på Värmdö avvecklades 1967 och det resterade avfallet transporterades till anläggningen Studsvik.
Det använda bränslet från R1-reaktorn, 4,7 ton, förvarades länge i Studsvik men den 4 oktober 2007 fraktades det till brittiska Sellafield för upparbetning i Magnox-anläggningen. Egentligen ska inget svenskt kärnbränsleavfall upparbetas, men avfallet från R1-reaktorn var av en så pass avvikande typ att Clab-anläggningen utanför Oskarshamn, där allt övrigt kärnavfall från svenska reaktorer mellanlagras, inte kunde ta hand om avfallet i dess dåvarande form. Sverige fick i april 2009 tillbaka det bearbetade kärnbränslet från Sellafield, motsvarande den mängd som skickades för upparbetning.

## Svenska lagar och bestämmelser
1977 tillkom den så kallade villkorslagen som innebar att inga nya reaktorer fick tas i drift utan att kärnkraftsbolagen kunde visa att hanteringen av det högaktiva avfallet i kärnbränslecykeln kunde ske på ett säkert sätt. I samband med villkorslagens tillkomst gick kärnkraftsföretagen samman och bildade Svensk Kärnbränslehantering AB, med uppdrag att ta hand om det svenska radioaktiva avfallet. De första ansökningarna enligt villkorslagen (för Ringhals 3 och Forsmark 1) godkändes av myndigheten SKI den 27 mars 1979, vilket efter folkomröstningen om kärnkraft 1980 gjorde det tillåtligt att ladda dessa reaktorer. Lagen ersattes senare av Lag (1984:3) om kärnteknisk verksamhet som bland annat föreskriver ramarna för hur det avfall som bildas ska tas om hand.
Riksdagen beslutade i början av 1980-talet om ett finansieringssystem för hantering av kostnader för framtida omhändertagande av kärnbränsle. Systemet innebär att den som har tillstånd att driva en kärnteknisk anläggning som ger upphov till restprodukter betalar en särskild avgift till staten. Återkommande görs analyser och bedömningar av förväntade framtida intäkter och kostnader i systemet för att bestämma avgiftens storlek. För perioden 2018–2020 har avgiften bestämts till cirka 5 öre per kWh el levererad från kärnkraft – en höjning på 25 procent från den föregående nivån på cirka 4 öre/kWh. Medlen förvaltas av den statliga förvaltningsmyndigheten Kärnavfallsfonden.
Sverige följer även internationella konventioner och bestämmelser, bland annat Euratom. SKB har formulerat kraven på slutförvaring bland annat med "Slutförvaret ska etableras av de generationer som dragit nytta av de svenska kärnreaktorerna och utformas så att det efter förslutning förblir säkert utan underhåll eller övervakning."
Det är regeringen som ger tillstånd att uppföra och driva anläggningar för slutförvaring av radioaktivt avfall.

## Förvaring av låg- och medelaktivt avfall
Ett par kilometer från Forsmarks kärnkraftverk ligger Slutförvar för radioaktivt driftavfall (SFR). SFR var den första anläggningen i världen för geologiskt slutförvar av kortlivat låg- och medelradioaktivt avfall och stod klar 1988. Anläggningen drevs från starten av Forsmarks Kraftgrupp på uppdrag av Svensk Kärnbränslehantering (SKB), men sommaren 2009 tog SKB över driften i egen regi.
Anläggningen är konstruerad för att hålla avfallet isolerat från människor och miljö i minst 500 år. Avfall som ges tillstånd att deponeras i SFR ska ha en sådan kombination av aktivitet och avklingningstid att aktiviteten efter 500 år är mycket liten. Genom säkerhetsanalyser visas att de små aktivitetsmängder som finns kvar efter denna tid inte har potential att skada människor och miljö under 10 000 år.

## Förvaring av högaktivt avfall
I dagsläget mellanlagras använt kärnbränsle från svenska kärnkraftverk i Clab (Centralt mellanlager för använt kärnbränsle), beläget i anslutning till Oskarshamns kärnkraftverk. Först efter trettio till fyrtio år har radioaktiviteten och värmeutvecklingen avtagit så mycket att bränslet kan flyttas till ett förvar i berg utan aktiv kylning.
SKB har sedan det bildades forskat och utvecklat metoder för slutförvaring av högaktivt avfall. Man bestämde sig tidigt för geologisk förvaring och började utveckla KBS-metoden (kärnbränslesäkerhet). Den metod SKB redovisat i den ansökan som godkändes 2022  är KBS-3, som innebär att det använda kärnbränslet innesluts i kopparkapslar och förvaras, omslutna av bentonitlera, cirka 500 meter ner i berggrunden. Metoden har kritiserats av forskare från bland annat Kungliga Tekniska högskolan (KTH). Forskarna menar att det är stor risk att kopparn korroderar sönder och att de radioaktiva ämnena läcker ut i geosfären.

### Platsvalsprocessen
1992 fick ett urval av landets kommuner frågan om de var villiga att ställa upp på en förstudie om lokalisering av slutförvar. Kommunerna Storuman och Malå tackade ja först. Sedan tillkom kommunerna Nyköping, Tierp, Älvkarleby och Hultsfred. Både i Storuman och Malå uppstod starka motståndsrörelser och efter folkomröstningar lämnade SKB kommunerna.
SKB fokuserade därefter på kommuner med kärnteknisk verksamhet och tillfrågade även Oskarshamns kommun och Östhammars kommun. Bägge var positiva till förstudier. 2000 var den slutgiltiga rapporten av förstudierna klar och 2002 inleddes platsundersökningar i form av provborrningar i Östhammars och Oskarshamns kommuner. 2009 tillkännagav SKB att berggrunden i Östhammars kommun var bäst lämpad ur en säkerhetssynpunkt. SKB ansåg att det var mindre sprickbenäget än berget i Oskarshamns kommun.
Vart tredje år har SKB publicerat en så kallad Fud-rapport (forskning, utveckling, demonstration), i vilket bolaget presenterat hur arbetet med att välja metod och plats för slutförvaret fortskridit. Flera instanser, till exempel Statens Kärnkraftinspektion, Statens strålskyddsinstitut (numera är dessa sammanslagna till Strålsäkerhetsmyndigheten (SSM), Kärnavfallsrådet (Statens råd för kärnavfallsfrågor), miljöorganisationer och universitet/högskolor har fått chansen att yttra sig om rapporten. Efter att SKB fått chansen att bemöta yttrandena har regeringen beslutat om att godkänna att programmet får fortsätta som planerat.

### Ansökan
Den 16 mars 2011 lämnade Svensk kärnbränslehantering (SKB) in sin ansökan om tillstånd för att bygga slutförvar för använt kärnbränsle i Forsmark i Östhammars kommun. Det är den första ansökan för ett slutförvar för högaktivt radioaktivt avfall som lämnats in i världen. Förutom de två tillståndsansökningarna enligt kärntekniklagen (för förvaret i Forsmark samt för inkapslingsanläggningen vid Oskarshamnsverket) som lämnats till Strålsäkerhetsmyndigheten lämnade SKB dessutom in en ansökan till Mark- och miljödomstolen för de verksamheter inom slutförvarssystemet som är tillåtlighets- och tillståndspliktiga enligt miljöbalken.
Ansökan har granskats av Strålsäkerhetsmyndigheten samt Mark- och miljödomstolen i Nacka. En del av processen innebär att ansökningshandlingarna går ut på remiss till olika instanser. De berörda kommunerna Östhammar och Oskarshamn har vetorätt och kommer att tillfrågas av regeringen innan beslutet fattas.
Regeringen godkände SKB:s ansökan den 27 januari 2022. Regeringen har därmed gett tillstånd enligt kärntekniklagen. En fortsatt prövning enligt miljöbalken kommer att ske vid Mark- och miljödomstolen.

## Alternativa metoder för slutförvaring
SKB har under årens lopp tittat på en rad alternativa metoder för slutförvaring men har hållit fast vid KBS-3. Bland alternativen SKB har tittat på finns så kallade "djupa borrhål" som innebär att avfallet förvaras i två till fyra kilometer djupa hål, utan möjlighet att ta upp avfallet, frivilligt eller ofrivilligt. Ytterligare alternativ till slutförvar som diskuterats som vägval i kärnbränslecykeln är fortsatt förvaring i bassänger, förvaring i torra bergrum, upparbetning eller återanvändning av avfallet med framtida teknik. Alternativ som att skjuta ut avfallet i rymden eller dumpa det i världshaven har förkastats.
Man har även studerat möjligheter inom området transmutation, som skulle kunna tillämpas för att omvandla långlivat radioaktivt avfall till mer kortlivat. Hänvisningar till rapporter och slutsatser från detta arbete återfinns i "Bilaga Metodval" i den ansökan som ingavs 2011 om att bygga ett svenskt slutförvar för långlivat kärnavfall, där den kortfattade slutsatsen lyder SKB betraktar därför inte transmutation som ett realistiskt alternativ för att ta hand om använt kärnbränsle från dagens svenska reaktorer, samtidigt som man förordar att Sverige deltar i den internationella utvecklingen och upprätthåller kompetens inom området.